# Bougnounou
Cet article concerne le village chef-lieu. Pour le département et la commune rurale, voir Bougnounou (département).
Bougnounou est un village du département et la commune rurale de Bougnounou, dont il est le chef-lieu, situé dans la province du Ziro et la région du Centre-Ouest au Burkina Faso.

## Géographie

### Démographie
- En 2003 le village comptait 4 439 habitants estimés[2].
- En 2006 le village comptait 4 905 habitants recensés[1].

## Éducation et santé
Bougnounou accueille un centre de santé et de promotion sociale (CSPS) tandis que le centre médical avec antenne chirurgicale (CMA) de la province se trouve à Léo.